# David Ogilvy (11e comte d'Airlie)
Pour les articles homonymes, voir David Ogilvy (homonymie).
David Stanley William Ogilvy, 11e et 6e comte d'Airlie (né à Florence le 20 janvier 1856 et mort à Pretoria le 11 juin 1900) est un pair écossais.

## Biographie
David Ogilvy, né en 1856 à Florence, alors située dans le grand-duché de Toscane, est le troisième enfant et fils aîné de David Ogilvy (10e comte d'Airlie) et d'Henrietta Blanche Stanley.
David Ogilvy fait ses études au Collège d'Eton et au Balliol College de l'Université d'Oxford. Entre 1874 et 1876, il est lieutenant aux services du 1er régiment, des Scots Guards et du 10e Royal Hussars. Entre 1878 et 1879, il combat dans la Seconde guerre anglo-afghane. Entre 1884 et 1885, il participe à l'expédition du Soudan et du Nil. Entre 1885 et 1900, il occupe le poste de représentant pair d'Écosse.
En 1890, il est lieutenant adjoint de Forfar. En décembre 1897, il obtient le grade de lieutenant-colonel au service du 12th Royal Lancers .
En 1899, son régiment est appelé en service actif pour combattre dans la seconde guerre des Boers. Il prend part à la bataille de Magersfontein du 10 au 11 décembre 1899, au cours de laquelle la force boer en défense bat les forces britanniques en progression avec de lourdes pertes pour ces dernières (mentionné dans la dépêche de Lord Methuen décrivant la bataille). Participant à l'avance pour soulager Kimberley, il est de nouveau mentionné dans des dépêches de Lord Roberts (31 mars 1900) et pour bravoure à la bataille de Modder River. Il est de nouveau blessé près de Brandfort.
Il meurt à l'âge de 44 ans à la bataille de Diamond Hill, Pretoria, Transvaal, Afrique du Sud, tué au combat, après avoir dirigé son régiment dans une charge,. À sa mort, le comté d'Airlie passe à son fils David âgé de six ans. Le monument Airlie qui se dresse sur Tulloch Hill, est érigé pour commémorer sa mort.

## Mariage et famille
Le 19 janvier 1886, il épouse Mabell Gore (1866-1956), fille d'Arthur Gore (5e comte d'Arran), et Edith Elizabeth Henrietta Jocelyn à St George's, Hanover Square, Londres, Angleterre.
Ils ont six enfants :
- Kitty Edith Blanche Ogilvy, née à Kensington le 5 février 1887 et morte dans la province du Cap, Afrique du Sud, le 17 octobre 1969, auteur de livres pour enfants ;
- Helen Alice Wyllington Ogilvy, née à Winchester le 21 novembre 1890 et morte à Brighton le 3 décembre 1973 ;
- Mabell Griselda Esther Sudley Ogilvy, née à Cahir, Irlande, le 22 janvier 1892 et morte à Marylebone, Londres, le 4 novembre 1918 ;
- David Ogilvy (12e comte d'Airlie), né à Cahir, Irlande, le 18 juillet 1893 et mort au château d'Airlie, comté d'Angus, Écosse, le 28 décembre 1968 ;
- Bruce Arthur Ashley Ogilvy, né à Cork, Irlande, le 15 mars 1895 et mort à Londres le 29 septembre 1979 ;
- Patrick Julian Harry Stanley Ogilvy, né à Tipperary, Irlande, le 26 juin 1896 et mort au château d'Airlie, le 9 octobre 1917.